# Женская сборная ветеранов Литвы по кёрлингу
Женская сборная ветеранов Литвы по кёрлингу — национальная женская сборная команда, составленная из игроков возраста 50 лет и старше. Представляет Литву на международных соревнованиях по кёрлингу. Управляющей организацией выступает Ассоциация кёрлинга Литвы (лит. Lietuvos kerlingo asociacija, англ. Lithuanian Curling Association).

## Результаты выступлений

### Чемпионаты мира
| Год     | Место                                           | И                                               | В                                               | П                                               | Состав (скипы выделены шрифтом)                 | Состав (скипы выделены шрифтом)                 | Состав (скипы выделены шрифтом)                 | Состав (скипы выделены шрифтом)                 | Состав (скипы выделены шрифтом)                 | Состав (скипы выделены шрифтом)                 |                                                 |
| Год     | Место                                           | И                                               | В                                               | П                                               | четвёртый                                       | третий                                          | второй                                          | первый                                          | запасной                                        | тренер                                          |                                                 |
| ------- | ----------------------------------------------- | ----------------------------------------------- | ----------------------------------------------- | ----------------------------------------------- | ----------------------------------------------- | ----------------------------------------------- | ----------------------------------------------- | ----------------------------------------------- | ----------------------------------------------- | ----------------------------------------------- | ----------------------------------------------- |
| 2002—15 | не участвовали                                  | не участвовали                                  | не участвовали                                  | не участвовали                                  | не участвовали                                  | не участвовали                                  | не участвовали                                  | не участвовали                                  | не участвовали                                  | не участвовали                                  | не участвовали                                  |
| 2016    | 17                                              | 8                                               | 0                                               | 8                                               | Gaiva Valatkiene                                | Rasa Veronika Jasaitiene                        | Egle Cepulyte                                   | Asta Uldukiene                                  |                                                 | Виргиния Паулаускайте                           |                                                 |
| 2017    | 15                                              | 7                                               | 1                                               | 6                                               | Gaiva Valatkiene                                | Rasa Veronika Jasaitiene                        | Egle Cepulyte                                   | Asta Uldukiene                                  |                                                 | Ted Bassett                                     |                                                 |
| 2018    | 13                                              | 7                                               | 1                                               | 6                                               | Rasa Veronika Jasaitiene                        | Gaiva Valatkiene                                | Jolanta Sulinskiene                             | Egle Cepulyte                                   |                                                 | Ted Bassett                                     |                                                 |
| 2019    | 13                                              | 7                                               | 1                                               | 6                                               | Rasa Veronika Jasaitiene                        | Gaiva Valatkiene                                | Jolanta Sulinskiene                             | Egle Cepulyte                                   |                                                 | Ted Bassett                                     |                                                 |
| 2020—21 | чемпионат не проводился из-за пандемии COVID-19 | чемпионат не проводился из-за пандемии COVID-19 | чемпионат не проводился из-за пандемии COVID-19 | чемпионат не проводился из-за пандемии COVID-19 | чемпионат не проводился из-за пандемии COVID-19 | чемпионат не проводился из-за пандемии COVID-19 | чемпионат не проводился из-за пандемии COVID-19 | чемпионат не проводился из-за пандемии COVID-19 | чемпионат не проводился из-за пандемии COVID-19 | чемпионат не проводился из-за пандемии COVID-19 | чемпионат не проводился из-за пандемии COVID-19 |
| 2022    | 12                                              | 5                                               | 1                                               | 4                                               | Rasa Veronika Jasaitiene                        | Gaiva Valatkiene                                | Jolanta Sulinskiene                             | Egle Cepulyte                                   |                                                 | Allen Gulka                                     |                                                 |
| 2023    | 15                                              | 7                                               | 1                                               | 6                                               | Rasa Veronika Jasaitiene                        | Jolanta Sulinskiene                             | Gaiva Valatkiene                                | Egle Cepulyte                                   |                                                 |                                                 |                                                 |
| 2024    | 2                                               | 8                                               | 6                                               | 2                                               | Виргиния Паулаускайте                           | Rasa Veronika Jasaitiene                        | Jolanta Sulinskiene                             | Gaiva Valatkiene                                | Egle Cepulyte                                   | Ольга Двоеглазова                               |                                                 |
| 2025    | 11                                              | 5                                               | 2                                               | 3                                               | Asta Vaicekonyte                                | Rasa Veronika Jasaitiene                        | Gaiva Valatkiene                                | Jolanta Sulinskiene                             |                                                 | Lina Janulevičiūtė                              |                                                 |

(данные с сайта результатов и статистики ВФК: )